# Penaeus
Penaeus es un género de langostino de la familia Penaeidae en el orden Decapoda que actualmente incluye al langostino jumbo y otras especies.

## Especies
Se reconocen las siguientes:
- Penaeus aztecus
- Penaeus brasiliensis
- Penaeus brevirostris
- Penaeus californiensis
- Penaeus chinensis
- Penaeus orientalis
- Penaeus duorarum
- Penaeus esculentus
- Penaeus hathor
- Penaeus indicus
- Penaeus japonicus
- Penaeus merguiensis
- Penaeus monodon
- Penaeus notialis
- Penaeus occidentalis
- Penaeus paulensis
- Penaeus penicillatus
- Penaeus schmitti
- Penaeus semisulcatus
- Penaeus setiferus
- Penaeus silasi
- Penaeus stylirostris
- Penaeus subtilis
- Penaeus vannamei

## Alimentación
Las especies del género aceptan toda clase de alimentos, tanto mysis y artemia como disecado, macroalgas, etc.